# Oumar Samba Sy
Oumar Samba Sy (* 8. prosince 1959) je mauritánský zápasník na vrcholové úrovni soutěžící v obou stylech. V roce 1990 obsadil 3. místo ve volném stylu a 4. v zápase řecko-římském na mistrovství Afriky. Dvakrát startoval na olympijských hrách, v roce 1984 na hrách v Los Angeles ve volném stylu o čtyři roky později na hrách v Soulu v zápase řecko-římském.